# Bitcoin Cash
Bitcoin Cash (conhecido variavelmente como BCH ou BCC) é uma criptomoeda criada no dia 1 de agosto de 2017, às 00:20 UTC, em um processo de hard fork, separação, da Bitcoin (BTC). Durante o processo de criação, todos os usuários de Bitcoin tiveram suas reservas privadas duplicadas, sendo as duplicatas nomeadas de "Bitcoin Cash", uma criptomoeda aparte do Bitcoin original, com propriedades técnicas distintas. É regida por um protocolo alternativo que aumenta a capacidade de transação em comparação ao Bitcoin "clássico", sendo este o ponto principal do fork. Isto será permitido graças ao tamanho de bloco diferenciado, de 8 MB. Este bloco, maior, em comparação ao original, visa auxiliar na correção do problema de escalabilidade, uma solução alternativa àquela adotada pelo Bitcoin, o SegWit (Segregated Witness), assim chamada a otimização de código polêmica que será ativada na blockchain do Bitcoin principal.
Em 19 de dezembro de 2017, a Coinbase passou a permitir o depósito de Bitcoin Cash, o que permitiu que os usuários que possuíam Bitcoin na plataforma no momento do Hard Fork obtivessem uma quantia equivalente em Bitcoin Cash.

## Comércio e uso
Bitcoin Cash é comerciado nas bolsas de moedas digitais usando o nome Bitcoin Cash e o código de moeda BCH para criptomoeda. Aos 26 de Março de 2018, a corretora OKEx eliminou todos os pares de comércio de Bitcoin Cash, exceto BCH/BTC, BCH/ ETH e BCH/ USDT por causa de “liquidez insuficiente”. Segundo estado para o maio de 2018 o número diário de transações para Bitcoin Cash é aproximadamente uma décima parte do número de bitcoin. A Coinbase realizou a listagem do Bitcoin Cash no dia 19 de dezembro de 2017, e a plataforma Coinbase colidiu contra as desviações de preços que têm levado à investigação de comércio de insider. Segundo dados de agosto de 2018, os pagamentos de Bitcoin Cash são suportados com fornecedores de serviços de pagamento, tais como BitPay, Coinify e GoCoin.